# Kritika gothajského programu
Kritika gothajského programu (německy Kritik des Gothaer Programms) je kritický rozbor návrhu programu německé sociální demokracie, připraveného ke gothajskému sjezdu. Kritiku napsal Karl Marx roku 1875 a po prvé ji uveřejnil Marxův spolupracovník a přítel Friedrich Engels roku 1891.

## Obsah
Marx rozvíjí zásady vyložené v Manifestu komunistické strany a formuluje politické požadavky proletářské strany. V této práci Marx poprvé vyslovil a zdůvodnil tezi o historické nezbytnosti zvláštního přechodného období od kapitalismu ke komunismu.
Mezi kapitalistickou a komunistickou společností leží období revoluční přeměny jedné společnosti v druhou. Tomu odpovídá také politické přechodné období, v němž stát nemůže být ničím jiným než revoluční diktaturou proletariátu.
Karl Marx, Kritika gothajského programu, IV
Když Marx poukazoval na zákonitosti komunistické formace, poprvé upozorňoval na dvě fáze jejího vývoje, na socialismus a komunismus. Rozdíl mezi těmito dvěma stupni spočívá v různé úrovni výrobních sil, jíž odpovídají různé formy rozdělování. Za socialismu se bude rozdělování výrobků uskutečňovat podle práce: Každý pracuje podle svých schopnosti a dostává podle množství a kvality práce. Za komunismu se produktivita práce zvýší natolik, že vytvoří hojnost výrobků, a společnost může napsat na svůj prapor: Každý pracuje podle svých schopnosti a dostává podle svých potřeb.